# Milton of Whitehouse

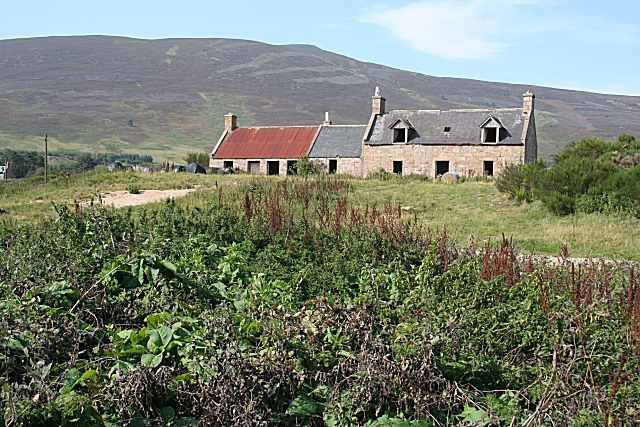
Milton of Whitehouse Farm

Das 1894 ausgegrabene Souterrain Milton of Whitehouse liegt nahe dem namensgebenden Farmhaus bei Ballater in Aberdeenshire in Schottland. Bei Souterrains wird grundsätzlich zwischen „rock-cut“, „earth-cut“, „stone built“ und „mixed“ Souterrains unterschieden.
Die Anlage ist seit 1970 als Scheduled Monument geschützt.
Am (stone-built) Souterrain Milton of Whitehouse wurde die Verbindung eines unterirdischen mit einem oberirdischen Komplex entdeckt. Das über 11,0 m lange Earthhouse liegt in einem Sandhügel. Der Boden ist am inneren Ende auf einer Länge von etwa 2,7 m gepflastert. Oberhalb des Pflasters wurden keine Decksteine gefunden, so dass das eingesetzte Material Holz gewesen sein muss. 
Etwa 5,4 m vom Zugang gibt es ein trapezoides, 2,3 m langes und am breiteren Ende 1,6 m breites Pflaster aus flachen Steinen, die über dem Niveau des Feldes liegen. Rundherum wurde Asche gefunden, die zu den Resten eines oberirdischen Holzbaus gehört. Vor der Entdeckung des Earthhouses waren in einer Mulde im Feld nahe dem Earthhouse große Mengen Asche ausgepflügt worden.
Die Funde bestanden aus einem Stück Bronzedraht, einem Spinnwirtel, einem Mahlsteinfragment, Scherben von Tongefäßen und Mengen von Asche und verkohltem Holz.
Etwa 3,8 km entfernt liegt das weitgehend zerstörte hakenförmige Souterrain Milton of Migvie.
Milton of Whitehouse war der Geburtsort des Mathematikers Henry Farquharson (1674–1739).